# 长春北站
长春北站是京哈线上的一座铁路货运编组站，位于吉林省长春市宽城区小南街，建于1986年，目前为一等站，邮政编码为130121。目前不办理客、货运营业；长春北站是长春铁路枢纽的主要编组站之一；它通过团场、伊场和龙北3条联络线，将京哈、长图两干线连接在一起，承担货物列车编组、分流任务。车站为沈阳局集团下辖的直属车站，管辖一间堡站、远达站、小城子站3个中间站。
长春北站规模单向混合式三级五场，设有到发线29条、编发线6条、分类线13条、西部线群联络线1条，专用线36条、货物线8条、换装线2条、禁溜线2条、迂回线1条、安全线1条，机待线9条、机车走行线1条、机车出人库线5条。

## 車站歷史
1988年，開始計劃修建長春北站。
1998年，基本投入使用。同年起，京哈铁路下行列车不再通过小南站、直接走长春北站线路。
1999年，长春北站正式启用。
2000年起，京哈铁路全部列车不再通过小南站、改走长春北站。
2003年，长春北站晋升为一等站。
2004年，通往大安、白城方向的列车也改走长春北—小合隆支线进入長白铁路。